# Icare (revue)
Pour les articles homonymes, voir Icare (homonymie).
Icare est une revue consacrée à l'histoire de l'aviation, éditée par le Syndicat national des pilotes de ligne (SNPL).
La revue, fondée en 1957 par le pilote de ligne Pierre Chanoine-Martiel, paraît chaque trimestre. Chaque numéro est consacré en général à un épisode de l'histoire de l'aviation civile comme militaire, au travers de témoignages ou d'études de spécialistes du sujet traités. La revue a en particulier consacré plusieurs numéros au volet aérien de la Bataille de France (18 numéros), aux Forces aériennes françaises libres (neuf numéros), à l'escadrille Normandie-Niemen (six numéros) et à Saint-Exupéry (sept numéros).
La revue fut notamment marquée par Jean Lasserre qui fut longtemps son rédacteur en chef. François Rude lui a succédé dans cette fonction.
Beaucoup des couvertures de la revue ont été réalisées par Philippe Mitschké, peintre de l'Air.
Les 80 premiers numéros d'Icare, entre 1957 et 1977, sont disponibles en ligne sur Gallica, bibliothèque numérique de la Bibliothèque nationale de France.